# Brezovice (gmina Čajniče)
Brezovice (cyr. Брезовице) – wieś w Bośni i Hercegowinie, w Republice Serbskiej, w gminie Čajniče. W 2013 roku liczyła 29 mieszkańców.